# Хто там, у скелі?
«Хто там, у скелі?» (англ. The Thing in the Stone) — науково-фантастична повість Кліффорда Сімака, вперше опублікована журналом «If» в березні 1970 року.

## Сюжет
Волес Деніелс після втрати дружини та дочки в автокатастрофі, купив собі ферму в глушині Вісконсина і проводив час, прогулюючись лісом. Господарство вів тільки для власних потреб. Через травму мозку під час прогулянок він міг бачити доісторичні часи цієї місцевості, а також чути голоси з космосу. Одного разу він вирішив поділитись цією інформацією з місцевим палеонтологом, але після розповіді про голоси з космосу той поспішив розпрощатись з Волесом.
Улюбленим місцем Волеса була печера в скелі на шестиметровій висоті, до якої можна було дістатись тільки з гілки великого кедра. Там він міг чути думки іншопланетянина, похованого живцем під скелею.
У Волеса був конфліктний сусід Бен Адамс, який навмисно зрубав кедр, щоб дошкулити Волесу, а коли Волес спустився в печеру на мотузці, той забрав мотузку, не залишивши Волесу способу вибратись.
Від відчаю Волес почав звертатись до іншопланетянина, і тоді зі скелі піднялось привидоподібна істота і сказала, що вона є другом ув'язненого в скелі.
Волес почав розмірковувати про способи визволення інопланетянина, але всі ці плани могли здійснитись тільки у майбутньому при умові, що Волес не помре в печері.
Під час розмови він несподівано перенісся в минуле, коли життя на Землі тільки вибиралось з моря на сушу, і побачив приземлення інопланетного корабля, який залишив тут злочинця в капсулі для перевиховання.
Волес поспішив відійти від цього місця, щоб при поверненні назад не опинитись у пастці печери. Коли він повернувся до себе додому і почав поратись з голодною худобою, до нього приєднався друг-привид ув'язненого в скелі.